# Fietscomputer

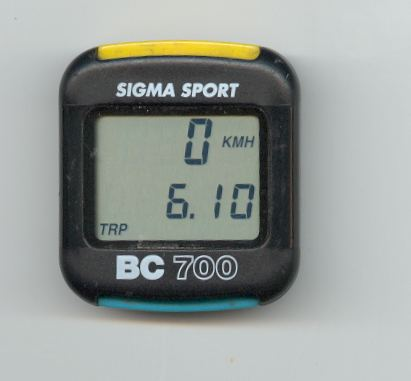
Fietscomputer

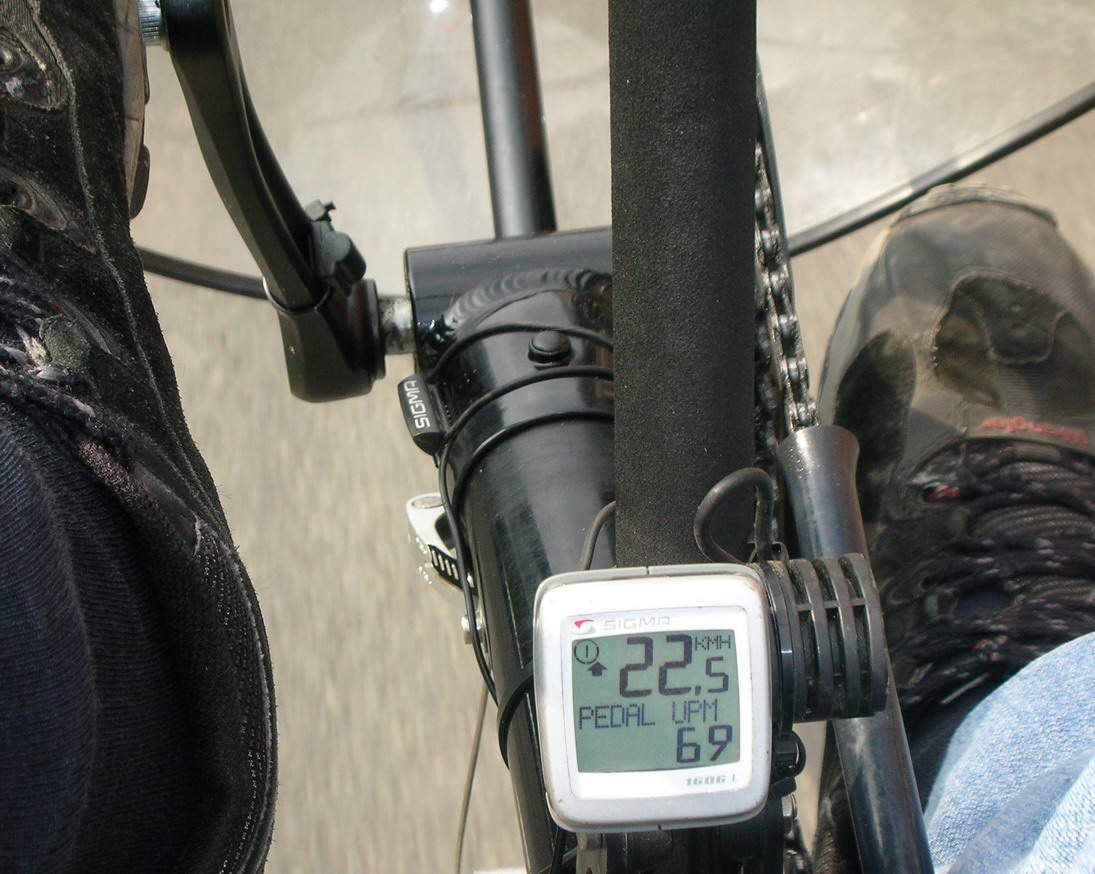
Fietscomputer met cadansmeting op een ligfiets

Een fietscomputer is een elektronisch apparaat dat de snelheid, de afgelegde afstand en andere grootheden van een fiets aangeeft en op het stuur van de fiets wordt gemonteerd. Een lcd-display maakt uitlezing mogelijk en met een aantal toetsen kunnen de instellingen worden gewijzigd. Ondanks de naam is een fietscomputer een eenvoudig apparaat. Typische computermogelijkheden zoals het up- en downloaden van gegevens zijn niet mogelijk.

## Onderdelen
Een fietscomputer bestaat uit de volgende delen:
- Een sensor (reedcontact) aan de vork,
- Een magneet die aan de spaak wordt bevestigd en langs de sensor komt bij het draaien van het wiel.
- Een verbindingssnoer tussen computer en sensor indien het geen draadloos type betreft.
- Houder om op het stuur te bevestigen.
- De fietscomputer, die op de houder wordt geklikt.

De sensor, het snoer en de houder zijn vaak een geheel. Bij draadloze fietscomputers is de verbinding tussen fietscomputer en sensor radiofrequent.

## Getoonde gegevens
Uit de in de instellingen ingevoerde wielomtrek, het aantal omwentelingen van het wiel en de tijd berekent en toont de computer, afhankelijk van het type, de volgende gegevens geheel of gedeeltelijk:
- Momentele snelheid
- Afgelegde afstand †
- Ritduur †
- Gemiddelde snelheid (quotiënt van afgelegde afstand en ritduur) †
- Maximale snelheid †
- Totale afstand, hodometer (sedert aanschaf, maar ook sedert vervanging van de batterij)
- Kloktijd
- Trends

Met extra sensoren kan worden getoond:
- Cadans (met sensor bij de trapas)
- Hartslag van de fietser
- Hoogte in meters
- Temperatuur

† vanaf het moment dat op de resetknop werd gedrukt
Veel fietscomputers schakelen de tijdmeting uit als de fiets stilstaat (auto pause) zodat een pauze geen invloed heeft op de gemiddelde snelheid en de ritduur.
De hodometer is een indicatie voor het gebruik van de fiets, overeenkomend met de kilometerteller van een auto. Bij de meeste fietscomputers gaat deze waarde echter verloren als de batterij wordt vervangen. Het is wel mogelijk de waarde na het vervangen van de batterij te herstellen, maar de juiste waarde is dan zelden bekend.
Sommige fietscomputers hebben een verlicht scherm. Om de batterij te ontzien brandt de verlichting enkele seconden nadat op een knop is gedrukt.

## Werking
De sensor neemt bij elke omwenteling van het wiel de passage van de magneet waar.
De nauwkeurigheid is in de regel groter dan 99% en wordt beïnvloed door factoren als bandenspanning, aard van het wegdek en het op de zijkant van de band rijden in bochten.

## Instelling
Bij ingebruikname en meestal na het vervangen van de batterij moeten een aantal gegevens worden ingesteld. Allereerst de over de band gemeten omtrek van het wiel. Het aantal omwentelingen van het wiel is zo gerelateerd aan de afgelegde afstand. 
Verder worden de kloktijd en een aantal voorkeurswaarden ingesteld: klok in 12-uurs of 24-uurs notatie, afstand in Engelse mijlen of kilometers en als de fietscomputer een thermometer bevat, ook de temperatuur in Celsius of Fahrenheit.

## Diefstalbeveiliging
Om diefstal te voorkomen kunnen bijna alle fietscomputers met een eenvoudige handbeweging van de houder verwijderd worden. Anders is dat met de houder en de sensor, die tegenwoordig vaak met elastiekjes zijn bevestigd. 
Er zijn echter ook fietscomputers die, samen met de houder, aan het stuur kunnen worden vastgeschroefd, wat voor de gebruiker handiger is en ook een goede diefstalbeveiliging geeft. 
Daarbij moet ook worden gezegd dat een gestolen fietscomputer niet erg waardevol is als men de sensor en de houder achterlaat.

## Beperkingen en storingen
Bij een ligfiets is de afstand tussen sensor en computer vaak groter dan de lengte van het snoer of het bereik van de radiofrequente verbinding. Een snoer moet dan bij montage worden doorgeknipt en verlengd. 
Draadloze fietscomputers kunnen door interferentie afwijkingen in de metingen laten zien als meerdere fietsen met overeenkomstige fietscomputers dicht bij elkaar rijden. Ook andere zenders die een radiosignaal gebruiken kunnen snelheidsafwijkingen geven, tot zelfs de maximale aanduiding van 99,9 km/h, waarbij ook de afstandmeter meedraait.

## Voeding
Een fietscomputer wordt in de regel van energie voorzien door een knoopcel. Een draadloze fietscomputer heeft ook een batterij in de sensor.

## Gps-ontvanger
Een gps-ontvanger en een smartphone met een sports-tracking-app zoals Endomondo, Runkeeper of Strava kunnen ook als draadloze fietscomputer gebruikt worden. Een voordeel hiervan is dat er vooraf een route ingevoerd kan worden en dat de gereden route achteraf geanalyseerd kan worden.